# A Nápolyi Királyság 1815-ös hadjárata
A Nápolyi Királyság 1815-ös hadjáratának célja az volt, hogy megszilárdítsa a király, Joachim Murat pozícióját. Az uralkodó attól tartott, hogy a Bonaparte Napóleont leverő koalíció visszaülteti Nápoly trónjára a korábbi királyt, IV. Ferdinándot. Amikor 1815. március 1-jén Napóleon visszatért elbai száműzetéséből Franciaországba, Murat úgy döntött, megtámadja az Itália északi részét birtokló osztrákokat. A háborúskodás végül a Nápolyi Királyság vereségével zárult, és a király kénytelen volt Korzikára menekülni.

## Előzmények
A Bonaparte Napóleon bukása után elfogadott párizsi béke felrajzolta az eljövendő Európa hatalmi térképét, de a részleteket a bécsi kongresszusnak kellett meghatároznia. A tanácskozást 1814 októberében nyitották meg. A különböző államok érdekei olyannyira eltérőek voltak, hogy a megbeszélés alig haladt előre. Napóleon elbai száműzetéséből váratlanul Franciaországba érkezett március 1-jén, és hívei kíséretében Párizsba indult, hogy visszaszerezze a hatalmat. A volt császár március 20-án érte el a fővárost, amely lelkesen köszöntötte. Visszaérkezésének hírére ismét szervezkedni kezdtek ellenfelei, mert úgy gondolták, hogy addig nem lesz béke, amíg ő vezeti Franciaországot. Anglia, Poroszország, Oroszország, Ausztria és a kis német államok azonnal megkezdték a készülődést az elkerülhetetlen összecsapásra. Úgy számoltak, hogy májusra sikerül felállítaniuk egy ötszázezres sereget. Franciaországban is megkezdődött a toborzás.
A Nápolyi Királyság uralkodója, Joachim Murat, Bonaparte sógora bizonytalan helyzetben volt, ugyanis a Bourbonok, Nápoly korábbi urai visszautasították, hogy elismerjék a szuverenitását. Bonaparte visszatérése azonban ösztönzően hatott a királyra, aki bizonyos volt abban, hogy az Itália északi részét uraló osztrákok ellene készülődnek, és Murat úgy döntött, ő támad elsőnek. Serege 82 ezer katonából, köztük hétezer lovasból állt. Hat hadosztályt állított fel, amelyek átlagosan 12-15 ezer emberből álltak. Murat kilencven ágyúval rendelkezett.
Murat áthaladási engedélyt kért a Pápai államon keresztül észak felé, amit XII. Leó pápa elutasított. Március 22-én a nápolyi seregek átlépték a határt. A genovai területre menekülő pápa nevében Giulio Maria della Somaglia bíboros tiltakozott az erőszakos lépés miatt. Murat Ancónában rendezte be főhadiszállását. A sereget Michele Carrascosa tábornok hadosztálya vezette Bologna felé. Őt Giuseppe Lechi és Ambrosio hadai követték. A három egységnek összesen harminc lövege volt. Március 29-én Murat Riminibe helyezte át főhadiszállását, majd 30-án kiadott egy felhívást az olasz függetlenségről.
Murat közeledésének hírére feléledtek az osztrákellenes függetlenségi mozgalmak Észak-Olaszországban. A hatóságok sok embert őrizetbe vette. Heinrich von Bellegarde osztrák tábornagy Johann Frimont tábornokot nevezte ki a Habsburg-csapatok élére, aki Piacenzában állította fel főhadiszállását. Az osztrák csapatok Piacenza és Casalmaggiore között gyülekeztek azzal a céllal, hogy megvédjék a Pó vonalát, amíg további erősítést nem kapnak.

## Az első ütközetek

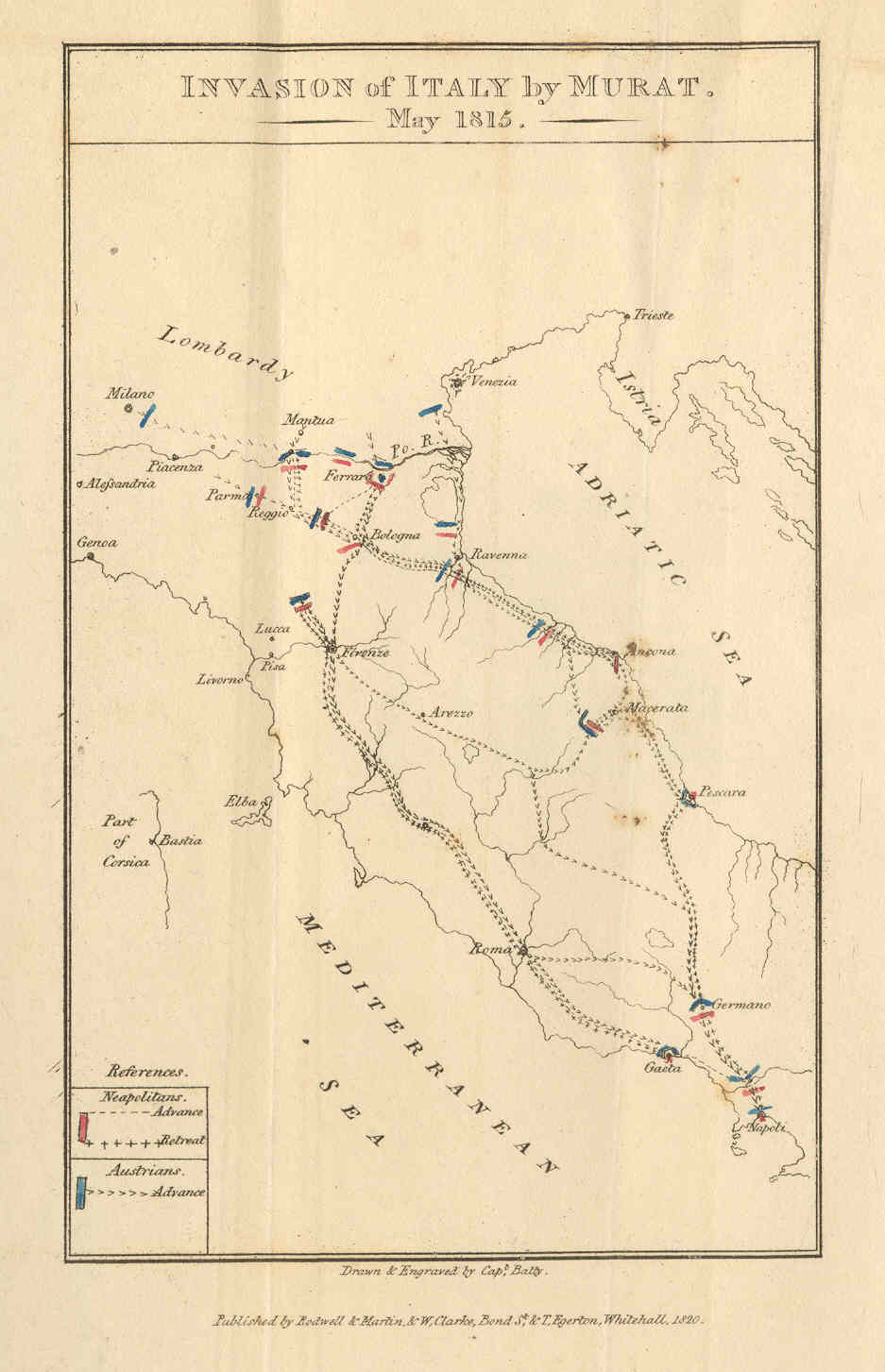
Az invázió fő útvonalai és eseményei

Március 30-án Savigno és Cesena között, a panarói csatában összecsapott a nápolyi sereg az osztrák elővéddel, és a Vinzenz Ferrerius von Bianchi által vezetett osztrák csapatok kénytelenek voltak visszavonulni. Április 1-jén Murat és vezérkara átköltözött Faenzába, majd másnap Bolognába. Bianchi Modenáig hátrált, ahol védekező pozíciót vett fel a Panaro-folyó előtt. Április 3-án Carrascosa megpróbált átkelni a folyó hídjain, de az osztrákok visszaverték két átkelőnél is. Végül Castelfranco Emiliánál átjutott a túlsó partra, és rátámadt Bianchi állásaira. Miközben az osztrák centrumban heves harcok folytak, Murat harcba küldte Pietro Colletta tábornok csapatait, akik megtámadták a Habsburgok jobbszárnyát. A létszámhátrányban lévő osztrákok megfutamodtak.
Az ütközet megnyerésével a nápolyiak előtt megnyílt az út Modena, Carpi és Reggio felé, amelyet Carrascosa katonái gyorsan elfoglaltak. Murat Lechivel és Ambrosióval Ferrara és az occhiobellói Pó-híd felé haladt tovább. Eközben Livron és Pignatelli Strongoli seregei betörtek Toszkánába, és 7-8-án elfoglalták Firenzét. Az osztrák Nugent tábornok Pistoia felé vonult vissza, nyomában a nápolyiakkal. Április 8-án Murat Occhiobellóhoz vonult, hogy átkeljen a Pó hídján. Az osztrákok több rohamot is visszavertek. Másnap Murat ismét harcba indította csapatait, de nem sikerült áttörniük Johann Freiherr von Mohr tábornok védelmét, és kénytelenek voltak visszavonulni. A nápolyaik két nap alatt kétezer embert vesztettek.
Frimont úgy vélte, hogy a ferrarai citadella nem képes sokáig kitartani, ezért támadást rendelt el. Bianchi csapatainak egy része Carpi ellen vonult, más katonák pedig Quartirofolóhoz meneteltek, hogy megakadályozzák a nápolyiak visszavonulását. Carrascosa Secchia mögé vonult vissza, hogy elkerülje a csapdát, majd a Panaro-folyó mögé húzódott, ahol csatlakoztak hozzá a Reggióból és Modenából kivont alakulatok. Murat, hogy megszilárdítsa pozícióját, a jobbszárnyat megerősített állások mögött helyezte el. Frimont új támadást rendelt el április 12-én. A Johann Freiherr von Mohr vezette osztrákok és Ambrosio katonái között súlyos harc bontakozott ki, amelynek végén a nápolyiakat kivetették sáncaik mögül, és Bologna felé űzték. Április 14-én Frimont megkísérelte az átkelést a Panarón, de visszaverték. Hasonlóan sikertelenül végződött Murat kísérlete is az átjutásra a Pó túlsó partjára.

## A hadjárat vége
Az osztrákok április 15-én visszafoglalták Firenzét. Ezután a nápolyi seregeknek nem maradt más választásuk, mint folytatni a visszavonulást királyságuk határai mögé. Murat 17-én elérte Faenzát, másnap Forlit, 19-én Cesenát. Ambrosio Ravennából Cesenatico felé tartott, miközben Commachio helyőrsége zaklatta. A jelentős erőfölényben lévő osztrákok a nápolyiak nyomában voltak. Johann Frimont két seregre osztotta katonáiː az egyiket Adam Albert von Neipperg tábornok, a másikat Vinzenz Ferrerius von Bianchi vezette. Neipperg Murat hátráló katonái követte, míg Bianchi Folignóba tartott, hogy elvágja az utat Nápoly felé. A két sereg az Appenninek miatt eltávolodott egymástól, és Murat úgy döntött, egy kisebb csapatot küld Neipperg elé, ő pedig Tolentinónál bocsátkozik harcba Bianchival.
Április 30-án megérkezett Tolentinóba az osztrák elővéd, 560 lovas és négyezer gyalogos. Május 1-jén Bianchi teljes serege (12 ezer gyalogos, 1500 lovas 28 ágyúval) elfoglalta a helyét a város körül. A Tolentinói csata május 2-án, tüzérségi párbaj kezdődött a Sforzacostába vezető völgynél. Bianchi rögtön az összetűzés elején fogságba esett, de magyar huszárok hamar kiszabadították. A nápolyi hadsereg a mai Pollenzánál gyülekezett, miután heves harcokat vívott a környéken. Megpróbálták megszerezni a Rancia-várat, de az többször is gazdát cserélt a nap folyamán, és végül az osztrákok tartották meg. A harcok hajnali egy óráig tartottak.
Május 3-án Murat katonái folytatták az előrenyomulást Bianchi jól kiépített állásai ellen. A nápolyiak bevették Cantagallo dombjait, és a Chienti-völgy felé szorították az osztrákokat. Murat lovas ellentámadásra számított, ezért gyalogosait négyzet alakzatban rendezte el. A lovasroham elmaradt, helyette pusztító muskéta- és ágyútűz fogadta az összetömörült nápolyiakat. A csata ekkor még nem dőlt el, de Murat hírt kapott arról, hogy Michele Carrascosa tábornok nem ütközött meg Neipperggel, hanem a Tronto-folyó felé vonul vissza. Egy másik, később hamisnak bizonyuló hír arról tájékoztatta a királyt, hogy az osztrákok Abruzzi tartományban törnek előre Campania felé. Murat elrendelte a visszavonulást.
A nápolyiak az Adriai-tenger partján vonultak dél felé, nyomukban az osztrákokkal. Mohr tábornok katonái május 8-án átkeltek a Tronto-folyón, másnap elfoglalták Benedettót, blokád alá vonták Pescarát, majd Popoli felé meneteltek tovább. A másik osztrák sereggel Bianchi Terni felé indult, és 9-én elérte Spoletót, és 12-én megérkezett Aquilába. A nápolyi sereg visszavonulása meneküléssé változott, és a haderő 15 ezer főre olvadt. Nugent tábornok Firenzéből Róma felé indult, ahova április 30-án érkezett meg. Onnan St. Gemanóban vonult tovább, ahol Murat megpróbálta feltartóztatni, de nem járt sikerrel. Calvinál, ahol a Nápolyba tartó főutak találkoztak, egyesültek az osztrák seregek.
Murat május 19-én tért vissza Nápolyba. Ekkorra már az angolok is megérkeztek a város kikötőjébe. Május 20-án a Nápolyi Királyság nevében Pietro Colletta tábornok aláírta a casalanzai békét Capuában, a Lanza-palotában. A megállapodás nagyon kedvező feltételeket kínált azoknak a nápolyiaknak, akik önként leteszik a fegyvert, és visszahelyezte trónjára IV. Ferdinánd nápolyi királyt, aki I. Ferdinánd néven az újonnan alakult Két Szicília Királysága első uralkodója lett. Murat Korzikára menekült. Május 22-én az osztrákok bevonultak a városba.